# Gondrom

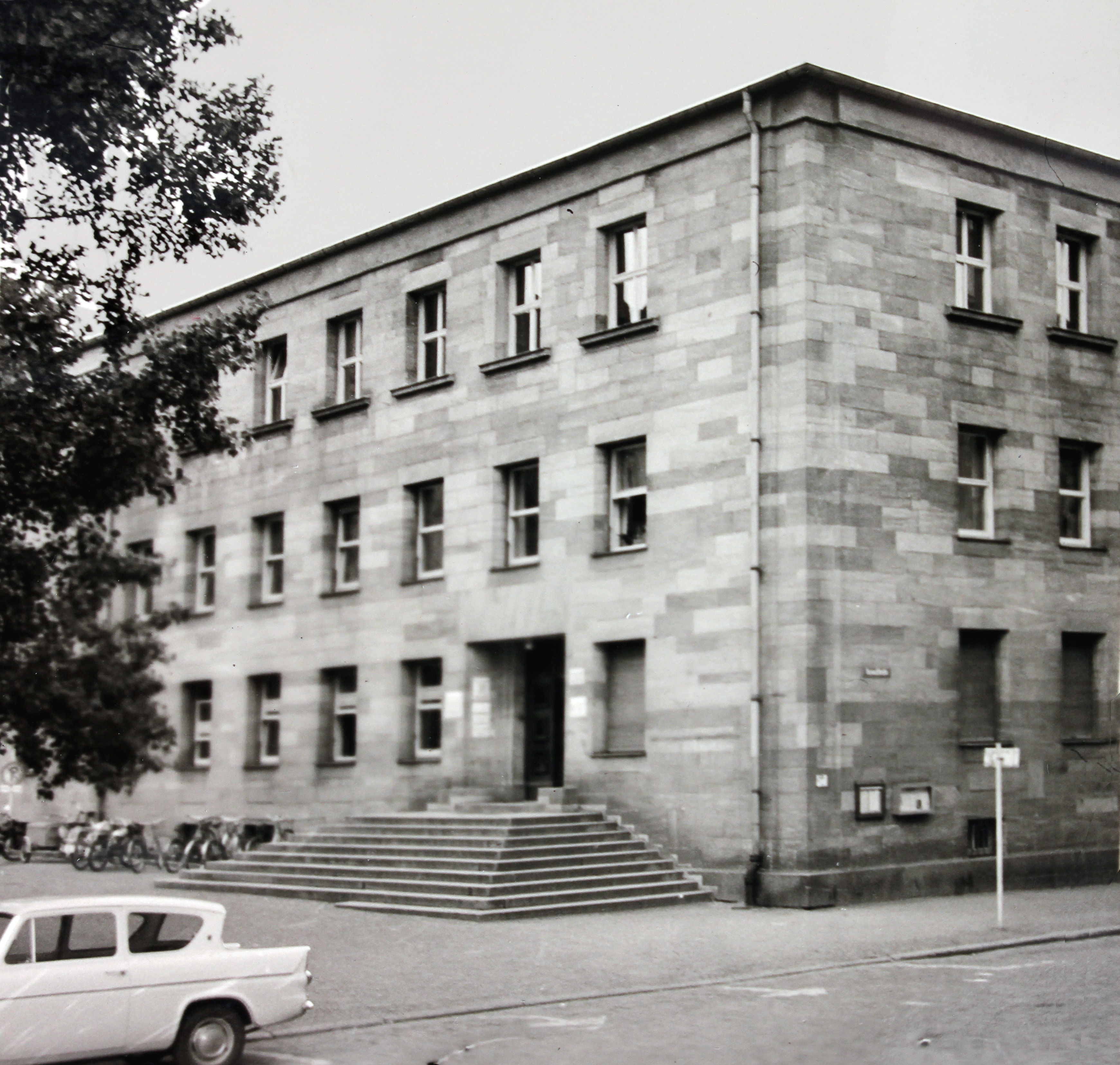
Ehemaliges „Haus der Deutschen Stenografenschaft“ im Bayreuth

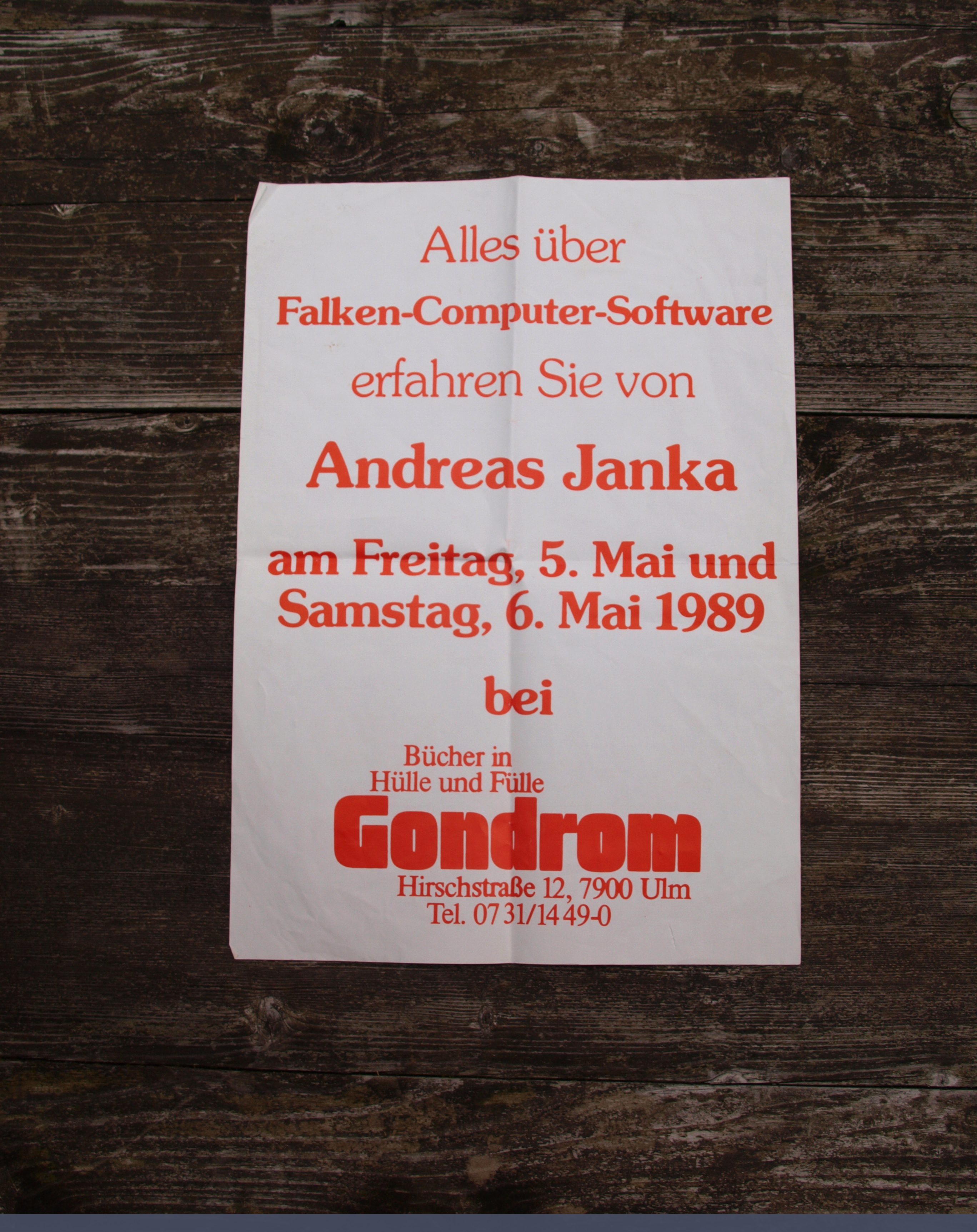
Werbeplakat von 1989: Vortrag über die „Falken-Computer-Software“ in einer Gondrom-Filiale

Gondrom war eine Buchhandlung mit Filialen in der gesamten Bundesrepublik Deutschland.
Adolf Gondrom gründete 1947 in Bayreuth die Gondrom KG. Im Jahr darauf entstanden im ehemaligen „Haus der Deutschen Stenografenschaft“ am örtlichen Luitpoldplatz erste provisorische Büro- und Verkaufsräume. Ein erstes, wiederum provisorisches Ladengeschäft wurde 1949 in der nahen Ruine des Reitzenstein-Palais (Alte „Neues Rathaus“) eröffnet. Im Jahr 1965 zog das Unternehmen als Jean-Paul-Buchhandlung in die Maximilianstraße um und eröffnete 1965 eine Filiale in der Bahnhofstraße. Im November 1974 wurde die Jean-Paul-Buchhandlung in Buchhandlung Gondrom umbenannt.
1965 erwarb Adolf Gondrom den Loewe Verlag und verlegte dessen Sitz nach Bayreuth. Aus gesundheitlichen Gründen gab er noch im selben Jahr die Leitung des Unternehmens an seinen Sohn Volker ab. 1985 bezog der Verlag neu errichtete Gebäude im nahen Vorort Bindlach. Am 1. Juli 2016 übernahm Christoph Gondrom in dritter Generation von seinem Vater die Geschäftsleitung.
Reinhold Gondrom, 1950 in Bayreuth geboren, beeinflusste den deutschen Buchhandel nachhaltig und machte sein Unternehmen zu einer der größten Buchhandelsketten im deutschsprachigen Raum. Der gelernte Druckfachmann und Buchhändler erwarb nach einem Aufenthalt in Oxford 1975 die Buchhandlung „Lincks-Crusius“ in Kaiserslautern. Er galt als der erste Unternehmer in Deutschland, der großflächige Buchhäuser entwickelte und seine innovativen Ideen selbst oder als Franchise-Geber in andere Städte brachte. Damit wurde er schnell zum wichtigen Partner großer Verlage. Im August 2001 übernahm er alle 18 Filialen seines Bruders Volker Gondrom, damit zählte sein Unternehmen Reinhold Gondrom GmbH & Co. KG 30 Geschäfte mit einem Gesamtumsatz von 120 Millionen Mark.
Im Jahr 2006 verkaufte Reinhold Gondrom seine Buchhandlungen an Thalia. Zum Zeitpunkt der Übernahme durch Thalia hatte das Unternehmen 26 Filialen mit mehr als 500 Mitarbeitern.  Damit war es eines der zehn größten Buchhandlungsunternehmen im deutschsprachigen Raum. Die Buchhandlungen werden teilweise weiterhin unter der Marke Gondrom von Thalia weitergeführt.